# Лебединська сільська рада (Волноваський район)
| Лебединська сільська рада — колишній орган місцевого самоврядування у Волноваському районі Донецької області з адміністративним центром у с. Лебединське. Сільській раді підпорядковані населені пункти: - с. Лебединське - с-ще Калинівка - с. Сопине |

## Склад ради
Рада складалася з 18 депутатів та голови.

## Керівний склад сільської ради
| ПІБ                            | Основні відомості                                                         | Дата обрання | Дата звільнення |
| ------------------------------ | ------------------------------------------------------------------------- | ------------ | --------------- |
| Мазур Сергій Миколайович       | Сільський голова, 1960 року народження, освіта, безпартійний              | 26.03.2006   | 24.11.2008      |
| Гвоздієвська Катерина Іванівна | Сільський голова, 1957 року народження, освіта, член Партії регіонів      | 24.05.2009   | 31.10.2010      |
| Гвоздієвська Катерина Іванівна | Сільський голова, 1957 року народження, освіта вища, член Партії регіонів | 31.10.2010   |                 |

Примітка: таблиця складена за даними джерела